# 缪丽尔·斯帕克
缪丽尔·斯帕克（英語：Muriel Spark，1918年2月1日—2006年4月13日） 是苏格兰短篇小说作家、诗人和散文家。
1965年，缪丽尔·斯帕克獲頒詹姆斯·泰特·布莱克纪念奖，1997年獲頒大卫·科恩奖。她又于1967年被授予大英帝国官佐勋章，并于1993年被授予大英帝国女爵士司令勋章。她還曾两次入围布克奖。 